# Motorjournalen
Motorjournalen var ett svenskt motorprogram som sändes på Kanal 5 och senare på Kanal 9 åren 1995 - 2008. Sedan Motorjournalen försvunnit från Kanal 9:s programtablå så startades 2009 webb-TV kanalen Motorjournalen Play på Youtube med Peter Sundfeldt som programledare.

## Historia
Programmet startade 1995 som ett samarbete med tidningen Teknikens Värld på initiativ av dåvarande chefredaktören Christer Gerlach och Thomas Dahl, programmets första producent. Under våren 2008 avverkade serien sin 15:e säsong. Programledare då var Peter Sundfeldt, som varit med sedan starten, samt Kenneth Tonef. Bland tidigare programledare kan även nämnas rockmusikern Joppe Pihlgren från Docenterna. Han började på Motorjournalen 1999 och slutade 2007, då han gick över till SVT:s Motorist. Författaren och bilhistorikern Peter Haventon medverkade också som programledare under många år, fram till 2004. På våren 2004 hade programmet köpt in inslag från då relativt nystartade Top Gear. James May och Jeremy Clarkson medverkade med inslag om bland annat Lamborghini och Mercedes SL.